# 李安东 (飞行员)
李安东（義大利語：Antonio Riva；1896年4月8日—1951年8月17日），意大利人，出生于清朝的上海，第一次世界大战王牌飞行员，1951年8月17日被枪决于中国北京市，其罪名是阴谋伙同日本人山口隆一为美国政府搜集中国情报，策划武装暴动炮轰天安门，暗杀毛澤東等中共领导人。据称该武装暴动阴谋涉及1950年10月1日国庆节庆祝活动期间攻击毛泽东和其他官员的迫击炮。